# Minicia caspiana
Espèce
Minicia caspiana est une espèce d'araignées aranéomorphes de la famille des Linyphiidae.

## Distribution
Cette espèce se rencontre en Azerbaïdjan, en Russie et en Ukraine,,.

## Description
Le mâle holotype mesure 1,65 mm et la femelle paratype 1,80 mm.

## Publication originale
- Tanasevitch, 1990 : The spider family Linyphiidae in the fauna of the Caucasus (Arachnida, Aranei). Fauna nazemnykh bespozvonochnykh Kavkaza. Moscow, Akaedemia Nauk, p. 5-114.